# Digonocryptus chiriquensis
Digonocryptus chiriquensis är en stekelart som först beskrevs av Cameron 1885.  Digonocryptus chiriquensis ingår i släktet Digonocryptus och familjen brokparasitsteklar. Inga underarter finns listade i Catalogue of Life.